# 愛爾蘭島 (百慕達)
爱尔兰岛（英語：Ireland island）是在组成百慕大群岛的岛链中位置最靠西北的岛屿。它从百慕大群岛的主岛向东北方向延伸，形状狭长，同时也是包括Boaz岛和Somerset岛的岛链中的最后一环。 它位于Sandys Parish区域内，西北部陆地圆环形成了格雷特桑德湾。爱尔兰岛被认为是百慕大六大主要岛屿之一。
32°19′31″N 64°50′09″W / 32.32528°N 64.83583°W